# Giáo dục khoa cử Đại Việt thời Lý
Giáo dục khoa cử Đại Việt thời Lý trong lịch sử Việt Nam phản ánh chế độ giáo dục và khoa cử nước Đại Việt từ năm 1010 đến năm 1225.

## Giáo dục
Nhà Lý là triều đại đầu tiên ở Việt Nam xác lập hệ thống giáo dục khoa cử có hệ thống. Từ đầu công nguyên thời Bắc thuộc, các triều đại Trung Quốc đã truyền bá chữ Nho, mở trường học tại Việt Nam, với quan niệm là công cụ đồng hóa. Đến thế kỷ 10, chữ Hán đã trở thành chữ viết chính thức, nhưng số người biết chữ Nho rất ít ỏi. Các nhà sư thường là lớp trí thức quan trọng bên cạnh các viên chi hậu, viên ngoại lang.
Sang thời Lý, năm 1070, Lý Thánh Tông cho xây dựng Văn Miếu ở kinh thành Thăng Long, đắp tượng Khổng Tử, Chu Công, tứ phối 72 người hiền của đạo Nho. Năm 1076 vua Lý Nhân Tông lập ra Quốc Tử Giám. Tuy nhiên, các nhà nghiên cứu cho rằng Quốc Tử Giám chỉ là trường học công đầu tiên do triều đình chính thức đứng ra tổ chức, thể hiện sự quan tâm đối với việc học hành của hoàng tộc, còn trường học tư được hình thành trước đó.
Các bộ quốc sử như Đại Việt sử ký toàn thư, Khâm định Việt sử thông giám cương mục không đề cập cụ thể về hệ thống trường học tại các địa phương thời Lý. Các nhà nghiên cứu căn cứ vào ghi chép của sách Tây Hồ chí khẳng định rằng trường học tư đã được mở tại kinh thành Thăng Long trước khi Quốc Tử Giám hình thành.
Trường học tư đầu tiên được xác nhận là trường Bái Ân của Lý Công Ân - một tông thất nhà Lý không ra làm quan mà ở nhà dạy học. Ông sống ở thôn Bái Ân, nay thuộc phường Nghĩa Đô, quận Cầu Giấy. Lý Công Ân là một học trò của sư Vạn Hạnh, cũng là một tín đồ Phật giáo như nhiều người đương thời nhưng ông vẫn mở trường dạy học truyền thụ kiến thức Nho giáo.
Tuy nhiên, trong những năm đầu, hệ thống trường học chưa nhiều. Có hai dạng trường lớp: 
- Một là những người biết chữ nhưng đi thi không đỗ đạt, mở lớp dạy học để kiếm sống hoặc tầng lớp quan lại hoặc những người đã đỗ đạt, vì nhiều lý do đã về nhà (nghỉ hưu, bị sa thải, từ quan...) mở lớp dạy cho con em mình hoặc những người thân thích.
- Hai là các trường học tồn tại trong các chùa do các nhà sư giảng dạy (không chỉ dạy Phật giáo và truyền đạt cả kiến thức Nho giáo).

Sách vở chủ yếu trong hệ thống đào tạo là Tứ thư, Ngũ kinh, Bắc sử, Nam sử và sách của bách gia chư tử. Tuy nhiên, do ảnh hưởng đậm nét của Phật giáo và một phần của Đạo giáo, Nho giáo chưa có vị trí độc tôn như sau này. Các trường lớp còn dạy nhiều kiến thức về Phật giáo và Đạo giáo. Chữ viết chính thức trong giáo dục vẫn kế tục các đời trước là chữ Hán.
Như vậy vào thời Lý dù rất coi trọng đạo Phật nhưng từ trung kỳ đã coi trọng đạo Nho hơn trước, vì Nho giáo là học thuyết giải quyết được các mối quan hệ cơ bản (vua – tôi, cha – con, vợ - chồng, bằng hữu...), làm ngọn cờ cho sự ổn định xã hội, để thống nhất và quản lý xã hội. Điều đó không chỉ bảo vệ cho quyền lợi của nhà Lý mà còn đặt nền móng cho sự phát triển giáo dục và khoa cử Nho học của các triều đại sau này.

## Khoa cử
Cùng việc mở Quốc Tử Giám, nhà Lý quan tâm tới việc tổ chức thi cử để lựa chọn nhân tài mà các triều đại trước đó chưa thực hiện.
Khoa thi đầu tiên được nhà Lý tổ chức vào tháng 2 năm 1075, niên hiệu Thái Ninh thời vua Lý Nhân Tông, gọi là thi Minh kinh bác học. Lê Văn Thịnh người làng Báo Tháp xã Đông Cứu (nay thuộc huyện Gia Bình tỉnh Bắc Ninh) đỗ đầu cùng hơn 10 người trúng tuyển. Ông trở thành thủ khoa đầu tiên trong lịch sử Việt Nam.
Việc mở khoa thi Nho giáo đầu tiên đánh dấu mốc về việc nhà Lý chính thức tuyển người theo Nho giáo làm quan bên cạnh tầng lớp quan lại thiên về kiến thức Phật giáo trước đó. Trong kỳ thi thứ tư, thí sinh phải viết luận về chủ đề Y quốc thiên (thiên trị nước) và thiên tử truyện (truyện đế vương).
Các khoa thi không hỏi riêng về kiến thức một lĩnh vực Nho giáo đơn thuần mà hỏi cả về Phật giáo và Đạo giáo, vì vậy đòi hỏi người ứng thí các khoa thi phải thông hiểu kiến thức cả ba đạo này mới có thể đỗ đạt. Việc tổ chức thi Tam giáo (Phật, Nho, Đạo) chính thức được thực hiện năm 1195 dưới triều vua Lý Cao Tông. Thi cử bằng cả Phật giáo, Nho giáo và Đạo giáo phản ánh tam giáo đồng nguyên khá phổ biến vào thời Lý. Sử gia Ngô Sĩ Liên thời Hậu Lê theo quan điểm độc tôn Nho giáo không đồng tình với việc này:
| “ | Thi tam giáo là thi xét những người thông hiểu cả đạo Nho, đạo Giáo và đạo Phật thi cho đỗ. Bậc chân Nho thời xưa cũng có những người học rộng sách bách gia, tham bác Phật gia, Lão gia, nhưng sau biết Lão, Phật là mơ hồ, không có chỗ nắm được, nên lại quy về nghiên cứu Lục kinh. Lục kinh truyền đạo của Khổng Tử, có luân lý vua tôi, cha con, có dạy về quy tắc của sự vật và đạo thường của loài người, mà bản lĩnh và ý chí cốt tinh tế và chuyên nhất. Người nào đã học Nho gia mà lại học thêm Đạo gia, Phật gia thì thấy sách đạo nói: "Thiên biến vạn hóa, có đức hay không có đức, thoe việc mà cảm ứng, dấu vết không thường"; sách Phật nói: "không sinh, không diệt, không ở đâu lại, cũng không đi đâu, cũng không cân lực, cũng không tướng mạo", đều là học lộn xộn không có thuần túy, lòng hỗn tạp không chuyên nhất, dẫu cho học được sách xưa của Hiên Viên, Đế Cốc, hiểu được phép màu của Át-nan-ma-ha thì có ích gì cho thế đạo, cho nước nhà? Lấy những người đỗ để làm gì? | ” |

Sử sách ghi chép về các khoa khác dưới triều Lý, trong đó có các khoa thi không ghi rõ tên người đỗ:
- Năm 1076 niên hiệu Anh Vũ Chiêu Thắng triều Lý Nhân Tông, mở kì thi viết, toán và luật để chọn người làm lại và viên
- Khoa Bính Dần (1086) niên hiệu Quảng Hựu triều Lý Nhân Tông, thi những người văn học trong nước, bổ sung vào Viện hàn lâm. Mạc Hiển Tích đỗ đầu
- Khoa Nhâm Thân (1152) niên hiệu Đại Định triều Lý Anh Tông, thi Đình
- Khoa Ất Dậu (1165) niên hiệu Chính Long Bảo Ứng triều Lý Anh Tông, thi học sinh (như thi Tiến sĩ thời Hậu Lê sau này)
- Khoa Ất Tỵ (1185) niên hiệu Trinh Phù triều Lý Cao Tông, thi học sinh, lấy đỗ Bùi Quốc Khái, Đỗ Thế Diên và Đặng Nghiêm tất cả 30 người
- Khoa Quý Sửu (1193), niên hiệu Thiên Tư Gia Thụy triều Lý Cao Tông, thi các nhân sĩ trong nước để vào hầu nơi vua học
- Khoa Ất Mão (1195) niên hiệu Thiên Tư Gia Thụy triều Lý Cao Tông, thi Tam giáo. Những người đỗ kỳ thi này cũng được trao học vị như những người đỗ Nho học
- Khoa Quý Sửu (1213) niên hiệu Kiến Gia triều Lý Huệ Tông, thi học sinh, chia làm tam giáp; lấy Phạm Công Bình đỗ đầu.

Nhà Lý tổ chức khoa cử không đều đặn theo định kỳ và các kỳ thi cũng chưa có cách thức nhất định. Các kỳ thi cách nhau khá xa và trong vòng 66 năm từ 1086 đến 1152 không thấy ghi chép một khoa thi nào. Sách Kiến văn tiểu lục của Lê Quý Đôn thế kỷ 18 cho biết thể văn trường thi thời Lý không còn được truyền lại.